# Ordnung (algebraische Zahlentheorie)
In der algebraischen Zahlentheorie ist eine Ordnung des Zahlkörpers {\displaystyle K} ein Unterring von {\displaystyle K}, der (via Multiplikation) als Endomorphismenring auf bestimmten Untergruppen von {\displaystyle K}, den Gittern operiert, zugleich ist die Ordnung selbst ein spezielles Gitter. Die Begriffe Ordnung und Gitter spielen eine Rolle bei der Untersuchung von Teilbarkeitsfragen in Zahlkörpern und bei der Verallgemeinerung des Fundamentalsatzes der Arithmetik auf Zahlkörper. Diese Ideen und Begriffsbildungen gehen auf Richard Dedekind zurück. Die spezielleren Definitionen im ersten Teil des Artikels  richten sich nach Leutbecher (1996). Danach wird eine  Verallgemeinerung des Begriffes Ordnung nach Silverman (1986) beschrieben. Zur Unterscheidung von allgemeineren und abweichenden Begriffen werden die spezielleren Begriffe auch als Dedekind-Gitter und Dedekind-Ordnung bezeichnet.

## Definitionen
- Ein Zahlkörper {\displaystyle K} ist hier ein Erweiterungskörper des Körpers {\displaystyle \mathbb {Q} } der rationalen Zahlen, der über den rationalen Zahlen eine endliche Dimension {\displaystyle n} hat. Diese Dimension heißt Grad der Körpererweiterung.
- Als Gitter im Zahlkörper {\displaystyle K} bezeichnet man jede endlich erzeugte Untergruppe {\displaystyle M} von {\displaystyle (K,+)}, die eine {\displaystyle \mathbb {Q} }-Basis von {\displaystyle K} enthält. Äquivalent sind Gitter in {\displaystyle K} die freien Untergruppen von {\displaystyle K} mit Rang {\displaystyle [K:\mathbb {Q} ]}.
- Zwei Gitter {\displaystyle M} und {\displaystyle N} heißen (im weiteren Sinne) äquivalent, wenn es eine Zahl {\displaystyle \lambda \in K^{\times }} gibt, mit der {\displaystyle \lambda \cdot M=N} gilt, im engeren Sinne äquivalent, wenn ein solches {\displaystyle \lambda } sogar in {\displaystyle \mathbb {Q} } existiert.
- Die Ordnung {\displaystyle {\mathcal {O}}} eines Gitters {\displaystyle M} ist {\displaystyle {\mathcal {O}}={\mathcal {O}}(M)=\{\omega \in K:\omega \cdot M\subseteq M\}}. Gleichwertig dazu ist: Jedes Gitter G, das zugleich ein Unterring von K ist, ist eine Ordnung (und zwar zumindest von sich selbst als Gitter, darüber hinaus aber auch von allen äquivalenten Gittern).

## Eigenschaften
- Äquivalente Gitter haben dieselbe Ordnung.
- Jede Ordnung ist selbst ein Gitter.
- Jede Ordnung ist ein Unterring von {\displaystyle K}.
- Jedes Element einer Ordnung ist eine algebraisch ganze Zahl.
- Ist {\displaystyle \alpha \in K} algebraisch ganz und {\displaystyle {\mathcal {O}}} eine Ordnung, dann ist auch {\displaystyle {\mathcal {O}}[\alpha ]} eine Ordnung.
- Es existiert über {\displaystyle K} eine im Sinne der Inklusion maximale Ordnung {\displaystyle {\mathcal {O}}_{K}}, die Hauptordnung oder Maximalordnung von {\displaystyle K}.
- Die Hauptordnung umfasst genau alle algebraisch ganzen Zahlen in {\displaystyle K}, d. h. die Begriffe Ganzheitsring und Hauptordnung bezeichnen dieselbe Teilmenge von {\displaystyle K}.

## Zusammenhang mit geometrischen Gittern
Die Wortwahl Gitter deutet einen Zusammenhang mit Gittern in euklidischen Räumen an, der tatsächlich besteht:
Der Zahlkörper {\displaystyle K} ist ein {\displaystyle n}-dimensionaler Vektorraum über {\displaystyle \mathbb {Q} }. Dieser Vektorraum kann in einen {\displaystyle n}-dimensionalen reellen Vektorraum eingebettet werden. In diesem Vektorraum sind die Dedekind-Gitter spezielle geometrische Gitter. Dedekind-Gitter sind nie „flach“ (d. h. in einem echten Unterraum enthalten), da sie stets eine {\displaystyle \mathbb {Q} }-Basis von {\displaystyle K} enthalten müssen und damit im reellen Vektorraum eine {\displaystyle \mathbb {R} }-Basis.   
Die anschauliche Vorstellung eines Gitters im {\displaystyle n}-dimensionalen Raum kann für das Verständnis nützlich sein. Zum Beispiel ist für eine ganze Zahl {\displaystyle k>1} das Dedekind-Gitter {\displaystyle k\cdot M} ein Gitter, das „grobmaschiger“ als das Dedekind-Gitter {\displaystyle M} ist. Die  Gitter {\displaystyle M} und {\displaystyle k\cdot M} lassen sich durch zentrische Streckungen aufeinander abbilden.
Bei Beweisen, die auf die beschriebene Einbettung Bezug nehmen, ist Vorsicht geboten. Wird zum Beispiel in einem Zahlkörper {\displaystyle K}, der die algebraische Zahl {\displaystyle {\sqrt {2}}} enthält, diese als Vektor mit der reellen Zahl {\displaystyle {\sqrt {2}}} skalar multipliziert, dann ist das Ergebnis nicht {\displaystyle 2}. Um die verschiedenen Multiplikationen zu unterscheiden, muss man diese Einbettung formal korrekt als Tensorprodukt
{\displaystyle {\mathcal {O}}\to K\otimes \mathbb {R} }
einführen (vgl. dazu  den nächsten Abschnitt).

## Verallgemeinerung
Ist allgemeiner {\displaystyle A} eine endlichdimensionale, nicht notwendigerweise kommutative {\displaystyle \mathbb {Q} }-Algebra, so nennt man einen Unterring {\displaystyle {\mathcal {O}}\subset A} eine Ordnung in {\displaystyle A}, wenn
- {\displaystyle {\mathcal {O}}} ein endlich erzeugter {\displaystyle \mathbb {Z} }-Modul ist und
- der kanonische Homomorphismus

{\displaystyle {\mathcal {O}}\otimes \mathbb {Q} \to A}
ein Isomorphismus ist.
Dieser Begriff verallgemeinert den oben definierten Begriff der Ordnung in einem Zahlkörper. Beispiele für Ordnungen in Quaternionenalgebren über {\displaystyle \mathbb {Q} } sind Endomorphismenringe supersingulärer elliptischer Kurven.